# Magnesiumsilicate
Magnesiumsilicate sind chemische Verbindungen aus der Gruppe der Silicate, genauer die Magnesiumsalze der Kieselsäuren. Die Formel wird üblicherweise als MgO·xSiO2 geschrieben, wobei x das durchschnittliche Molverhältnis von Siliciumdioxid zu Magnesiumoxid bezeichnet. Wenn es sich um ein Hydrat handelt, wird manchmal MgO·xSiO2·H2O geschrieben.

## Vorkommen
Natürlich kommen Magnesiumsilicate in verschiedenen hydratisierten Formen als Talk und Sepiolith, sowie als Bestandteil von Mineralen der Serpentingruppe (z. B. Antigorit und Chrysotil) und Olivingruppe (z. B. Forsterit) vor.

## Verbindungen
| Verbindung                         | Chemischer Name                                  | CAS                               | empirische Formel       |
| ---------------------------------- | ------------------------------------------------ | --------------------------------- | ----------------------- |
| Natürliches Magnesiumsilicathydrat | Talk                                             | 14807-96-6 63210-56-0 (künstlich) | Mg3Si4O10(OH)2          |
| basisches Magnesiumsilicat         | Kieselsäure (H2SiO3) Magnesiumsalz (4:3)         | 35592-05-3                        | Mg3Si4O10(OH)2          |
| Magnesiumsilicatanhydrat           | Kieselsäure (H6Si2O7) Magnesiumsalz (1:3)        | 15702-53-1                        | Mg3Si2O7                |
| Magnesiumsilicatdihydrat           | Kieselsäure Magnesiumsalz Hydrat (1:3:2)         | 12263-17-1                        | Mg3Si2O7·2 H2O          |
| Magnesiumsilicathydrat             | Kieselsäure Magnesiumsalz Hydrat                 | 1343-90-4                         | MgO·xSiO2 (x = 1,4 - 4) |
| Magnesiumtrisilicatanhydrat        | Magnesiumsiliciumdioxid                          | 14987-04-3                        | Mg2Si3O8                |
| Magnesiumtrisilicathydrat          | Kieselsäure (H4Si3O8) Magnesiumsalz (1:2) Hydrat | 39365-87-2                        | Mg2Si3O8·x H2O          |
| Magnesiumorthosilicat              | Kieselsäure (H4SiO4) Magnesiumsalz (1:2)         | 10034-94-3 26686-77-1             | Mg2SiO4                 |
| Magnesiummetasilicat               | Kieselsäure (H2SiO3) Magnesiumsalz (1:1)         | 13776-74-4                        | MgSiO3                  |
| Magnesiummetasilicat               | Kieselsäure (H2SiO3) Magnesiumsalz               | 30079-89-1                        | MgxSiO3                 |
| Chrysotil                          |                                                  | 12001-29-5                        | Mg3Si2O5(OH)4           |
| Antigorit                          |                                                  | 12135-86-3                        | Mg6[(OH)8\|Si4O10]      |
| Lizardit                           |                                                  | 12161-84-1                        | Mg3Si2O5(OH)4           |

## Verwendung
Magnesiumsilicate werden in der analytischen und präparativen Chromatographie als Standard-Absorptionsmittel verwendet. Dies wird unter dem Handelsnamen Florisil® angeboten, welches jedoch eine wechselnde Zusammensetzung aus unterschiedlichen Magnesiumsilicaten besitzt und zum Teil noch bis zu 1 % Natriumsulfat enthält. Weiterhin werden Magnesiumsilicate als Lebensmittelzusatzstoff unter der Bezeichnung E 553a als Füllstoff und Trennmittel verwendet. Sie verhindern dabei die Verklumpung von pulverförmigen Lebensmitteln und werden vom Körper (da nicht verwertbar) unverändert wieder ausgeschieden und gelten deshalb als unbedenklich.

## Sicherheitshinweise
Abgesehen von den üblichen Gefahren von Stoffen in Staubform, sind Magnesiumsilicate gesundheitlich unbedenklich, wenn in ihnen kein Asbest nachgewiesen werden kann. Talk ist dann unbedenklich, wenn es nicht in Faserform vorliegt.